# 釜岩站
釜岩站（：／ Buam yeok */?）是釜山地鐵2號線沿線的一座地下車站，位於韓國釜山廣域市釜山镇区凡川洞，韓語副站名為「溫綜合醫院」（온 종합병원）。

## 車站結構
站體為2面2線側式月台的地下車站，候車月台設有月台幕門，並有8處出口。
本站可通過候車室轉乘對向列車。

### 月台配置
| 西面 ↑ |
| \| 上  |
| ↓ 伽倻 |

| 月台 | 路線               | 目的地                           |
| ---- | ------------------ | -------------------------------- |
| 上行 | ●釜山都市铁道2号线 | 大淵、金蓮山、水營、海雲臺、萇山 |
| 下行 | ●釜山都市铁道2号线 | 沙上、德川、湖浦、梁山           |

## 歷史
- 1999年6月30日：落成啟用。

## 車站周邊
- 釜山鎮區廳
- 釜山都市公社（朝鲜语：부산도시공사）
- 釜山市東部教育廳
- 溫綜合醫院
- 西面中學
- 伽倻市場
- 基督教釜山廣播
- 釜山鐵道車輛整備團（朝鲜语：부산철도차량정비단）

## 圖片

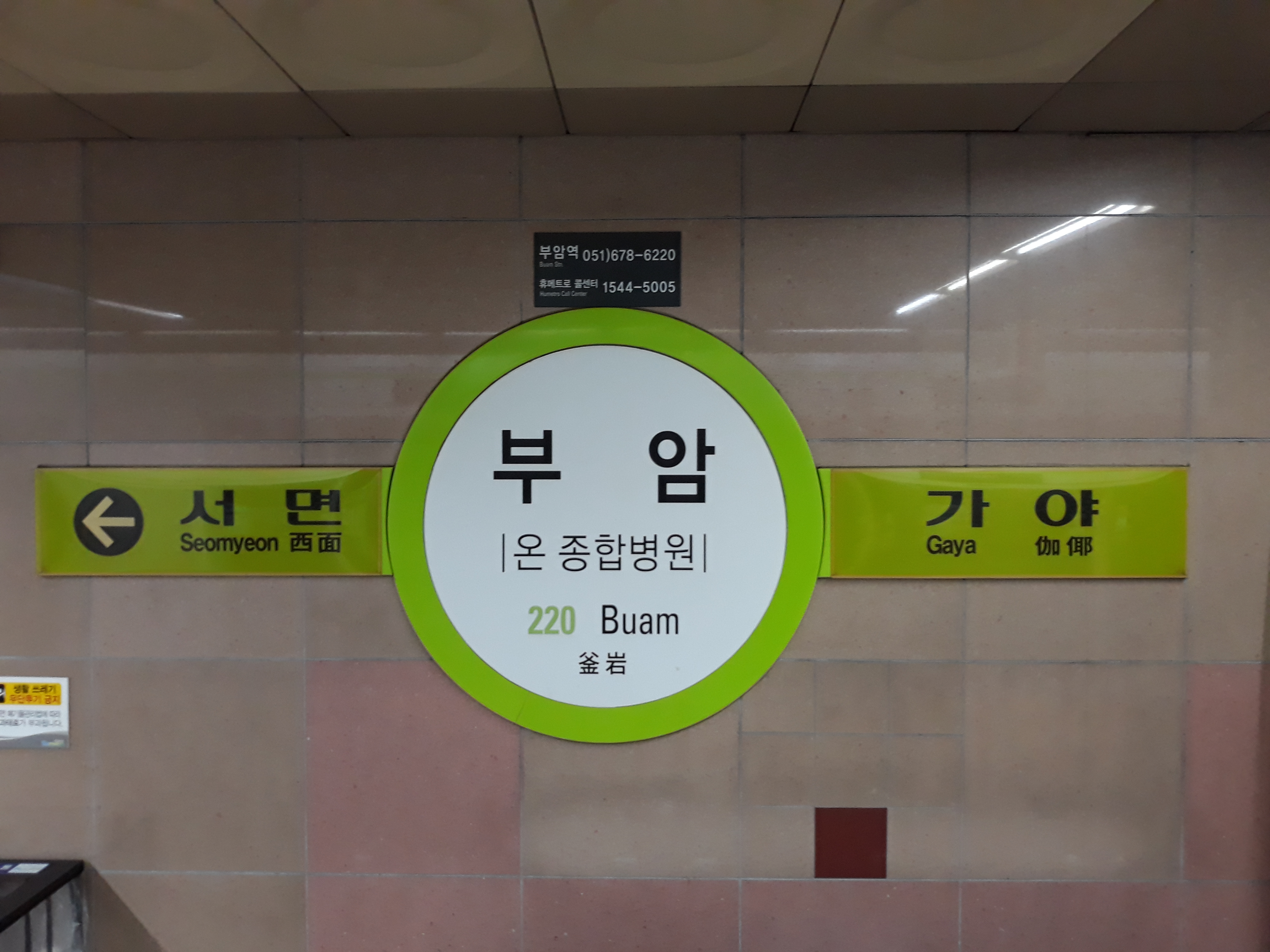
站名牌
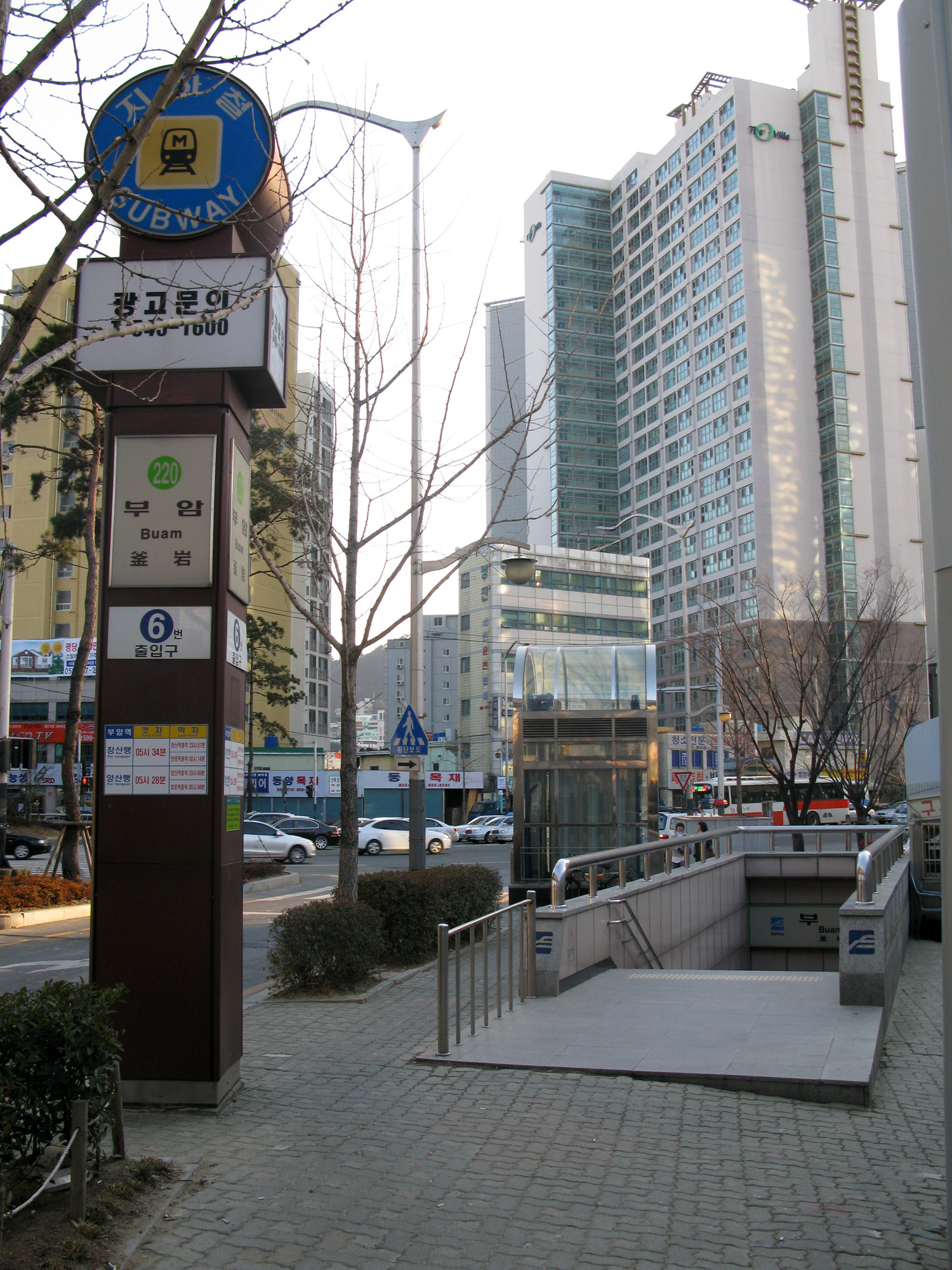
6號出口（2009年）

## 相鄰車站
釜山交通公社
●釜山都市铁道2号线
西面（219）－釜岩（220）－伽倻（221）